# 유림 (종정)
유림(劉臨, ? ~ ?)은 전한 후기의 황족이자 관료이다.

## 생애
영광 4년(기원전 40년), 종정에 임명되었다.

## 출전
- 반고, 《한서》 권19하 백관공경표 下

| 전임 유갱생 | 전한의 종정 기원전 40년 ~ 기원전 33년? | 후임 유경기 |